# Laoška nogometna reprezentacija
Laoška nogometna reprezentacija je nogometna reprezentacija iz Laosa, koju vodi Laoški nogometni savez.
Do sada se nikada nisu kvalificirani na AFC Azijski kup ili Svjetsko prvenstvo.
Trenutno (prosinac 2017.), laoška nogometna reprezentacija zauzima 184. mjesto u svijetu. Najbolje mjesto u ovom poretku imala je u rujnu 1998., kada je bila 134.

## Uspjesi na Svjetskim prvenstvima
- 1930. do 1998. - nisu ušli
- 2002. do 2006. - nisu se kvalificirali
- 2010. - nisu ušli
- 2014. do 2018. - nisu se kvalificirali

## Uspjesi na Azijskom kupu
- 1956. do 1968. - nisu ušli
- 1972. do 1980. - povukli se
- 1984. do 1996. - nisu ušli
- 2000. do 2004. - nisu se kvalificirali
- 2007. do 2011. - nisu ušli
- 2015. do 201*. - nisu se kvalificirali'